# Kosename
Kosenamen werden meist unter Personen vergeben, die in einer engen Beziehung zueinander stehen (wie Verliebte, Ehepaare oder Eltern, Freunde und Kinder).
Dabei leitet sich ein Kosename manchmal aus einer Verballhornung eines regulären Eigennamens ab. Ähnlich wie bei Spitznamen kann der Kosename auch als Übertragung einer assoziierten Eigenschaft gewonnen werden. In der Regel ist die assoziierte Eigenschaft eher positiv gewählt. Die sprachwissenschaftliche Bezeichnung für Kosename ist Hypokoristikum (von altgriechisch ὐποκοριστικόν hypokoristikón, deutsch ‚Kosewort‘).

## Bildung

### Verkleinerung
Bevorzugt erfolgt die Bildung durch die Verkleinerungsform. Hier werden diverse Diminutiv-Suffixe an den eigentlichen Vornamen gefügt, meist nach ähnlichen grammatischen Regeln wie für Substantive. Im Deutschen sind dies vor allem die Endungen -chen und -lein mit ihren dialektalen Nebenformen. Beispiele hierfür sind Marie-lein oder Karl-chen. Im Deutschen und Englischen werden Kosenamen besonders oft auch durch das Anhängen eines -i oder -ie an den Namen oder den Stamm des Namens gebildet. Ob dies auf die Imitation eines Naturlautes zurückgeht, ist nicht restlos geklärt. Im deutschen Sprachraum finden sich ferner einige Diminutiv-Formen aus anderen Sprachen, z. B. französisch Ann-ette zu Anne, ungarisch Mari-ka zu Maria oder spanisch Teres-ita zu Teresa.
Das Italienische verfügt neben zahlreichen Verkleinerungsformen auch über eine eigene „Verniedlichungs“-Form (vezzeggiativo) mit der Endung -uccio.

### Verkürzung
Auch Kurzformen sind häufige Hypokoristika, wurden jedoch zuweilen selbst wieder zu gebräuchlichen Vollformen wie Alex zu Alexander, Lutz zu Ludwig oder Lilo zu Lieselotte. Beispiele aus anderen Sprachen sind italienisch Sandra zu Alessandra, russisch Sascha zu Aleksandr oder englisch Jenny zu Jennifer.

### Kombination aus Verkleinerung und Verkürzung
Besonders häufig ist jedoch die Kombination beider Ableitungen, wobei der zugrunde liegende Name gelegentlich kaum mehr erkennbar ist.
Beispiele:
- deutsch Johannes > Hannes > Hans > Hänsel > Hänselchen
- italienisch Giovanna > Gianna > Giannina > Nina > Ninetta
- griechisch Dimitrios > Dimitris > Dimitrakis > Takis

### Beispiele
Es werden nur eine Auswahl und deren häufigste Varianten gezeigt. Die Liste ist in keinerlei Hinsicht erschöpfend.
- Adelheid: in der Schweiz: Heidi; in Ostfriesland: Elke; von der italienischen Form (Adelina): Deli; von der spanischen und portugiesischen (Alicia) oder französischen und englischen Form (Alice): Lici
- Alexander: Alex
  - im Russischen: Sascha
  - im Italienischen: Sandro von Alessandro
- Andreas: Andi, Dresi
- Anastasia: Anni
- Angelika: Geli
- Anita: Nitly
- Anton: Tony, Toni
- Arthur: Atze
- Barbara: Babsi, Barby, Barbi (und in diversen anderen Schreibweisen)
- Camilla: Milly
- Christina: Chrissi
- Christoph: Chris
- Constanze: Conny
- Cornelia in Friesland: Nele, in der Schweiz Conny
- Cosima: Cosi
- Daniel in der Schweiz und im Spanischen: Dani
- Denise: Nisi
- Elena (spanische, portugiesische und italienische Form von Helena): Elli
- Elmar: Elmi
- Emilia: Emmi
- Enrica (spanische, portugiesische und italienische Form von Henrike): Enni
- Evangelos im Griechischen: Vangelis, Vangeli
- Felicitas: Feli
- Francisco im Spanischen: Paco
- Franziska: Franzi
- Frederick (englische Form von Friedrich): Freddy
- Gabriela: Gabi, Gaby
- Günther: Günni
- Hildegard: Hilde
- Horst: Hotte
- Ingeborg: Inge
- Irina: Nini
- Irmgard: Irmi
- Jacob und Jakob
  - in Köln: Köbes
  - im Polnischen: Kuba
  - im Russischen: Jascha
  - im Schweizerdeutschen: Köbi
- Jennifer: Jenny
- Jessica: Jessy
- Joachim: Achim, Jochen, Jogi
- Johannes: Hans und Hansi, Hannes
  - im Schweizerdeutschen: Hausi
  - von der russischen Form (Iwan): Wanja
- Julia in Ostfriesland: Jule
- Karl: Kalle
- Katharina: Kathi
- Kimberly: Kim oder Kimy
- Konstantinos im Griechischen: Kostas, Dino
- Manfred: Manni
- Matthias: Matze
- Maximilian: Max
- Maximiliane: Maxi
- Michael: Micha, im Englischen: Mike, Micky, von der skandinavischen Form (Mikael): Mika
- Monika: Moni
- Nicola: Nicky
- Ralf: Ralle
- Rebecca: Becky
- Ricarda: Ricky
- Richard: Dick, Richie
- Robert im Englischen: Bob, Bobby
  - im Schweizerdeutschen: Robi, Röbi
- Samira: Miri
- Sebastian: Basti, Sebi
- Sergius: von  der spanischen Form (Sergio): Checo, von der russischen Form (Sergej): Serjoga
- Siegfried: Sigi, Siggi
- Stefan: Stebo, von der ungarischen Form (Istvan): Pista, von der englischen Form (Stephen): Steve
- Stephanie oder Stefanie: Steffi
- Susanne: Susi
- Tatjana: Tanja
- Thomas: Tom oder Tommy
- Ulrich: Ulli
- Ursula: Ulla
- Vanessa: Nessy
- Veronika: Veri
- Viktoria: Vicky
- Waleria: Walja
- William im Englischen: Bill, Billy, Will, Willy
- Wolfgang: Wolle

## Verwendung
Ein Kosename wird beispielsweise verwendet, um innerhalb einer Gruppe mehrere Personen gleichen Namens unterscheiden zu können oder um eine besondere Nähe zu dieser Person auszudrücken. Häufig werden Hypokoristika als Kosenamen unter Personen vergeben, die in einer engen Beziehung zueinander stehen, wie Verliebte, Ehepaare oder Eltern und Kinder. Ähnlich wie der Kosename kann auch bei Spitznamen die Übertragung einer in der Regel positiven assoziierten Eigenschaft Ausgangsform sein. Die Verwendung der Koseformen und Spitznamen ist aus diesen Gründen häufig Verwandten und engen Freunden vorbehalten.
Allerdings werden solche Koseformen durch Künstler (Künstlername) oder Personen der Zeitgeschichte auch zu eigenständigen Vornamen, so wie die Formen von Alexander zum Vornamen Alex führten.
Manche Koseformen haben sich im Laufe der Jahre zu eigenständigen Vornamen entwickelt. Kose- und Spitznamen sind sich naturgemäß nahe und daher oft kaum zu unterscheiden.

### Kosenamen für den Lebenspartner
Laut einer repräsentativen Studie unter 5000 Teilnehmern aus dem Jahr 2013 hat jeder vierte Deutsche einen Kosenamen, wobei jeder Dritte „Schatz“ genannt wird. Die Tiernamen „Hase“, „Maus“, in Österreich für Männer und Frauen „Mausi“ und „Bär“ belegen die Plätze zwei bis vier vor „Engel“, „Schnucki“, „Süße“ und „Liebling“. Die Top 10 schließen mit „Spatz“ und
„Baby“. Zehn Prozent der Deutschen werden bei der Wahl des Kosenamens noch kreativer und setzen auf Eigenkreationen, wie „Hexe“, „Töffel“ oder „Dickerchen“. 13 Prozent verzichten ganz auf Kosenamen. Die Zufriedenheit mit dem Kosenamen ist insgesamt hoch; nur jeder elfte Befragte hätte lieber einen anderen.

### Regionale Unterschiede in Deutschland
Innerhalb von Deutschland gibt es deutliche Unterschiede in der Häufigkeit und Verwendung von Kosenamen: Im Norden ist der Anteil an Personen mit Kosenamen nicht nur höher, es werden auch andere Kosenamen gegeben. Während man im Südwesten eher „Maus“ sagt, nennt man seine bessere Hälfte im Nordosten lieber „Hase“.

### Auswirkungen des Bildungsstandes
Menschen mit niedrigeren Bildungsabschlüssen geben sich in der Summe häufiger Tiernamen wie „Hase“, „Bär“ und „Maus“. In höheren Bildungsschichten wird sich hingegen häufiger mit dem weniger verfänglichen Kosenamen „Schatz“ angesprochen.

### Unterschiedliche Kosenamen bei den Geschlechtern
In der Gesamtbevölkerung zeigen sich zwischen den Geschlechtern die erwarteten Unterschiede: Frauen heißen oft „Maus“ oder „Engel“, während Männer gerne „Bär“ genannt werden. Unter gleichgeschlechtlichen Paaren verwischt dieses Bild: Hier nennen sich auch Schwule „Engel“ und Lesben „Bär“.